# Скорпиънс
„Скорпиънс“ е германска рок група, създадена през 1965 г. в Хановер от китариста Рудолф Шенкер. Съставът от периода 1978 г. – 1992 г., е най-успешният за групата и включва Рудолф Шенкер, певеца Клаус Майне, китариста Матиас Ябс, басиста Франсис Буххолц и барабаниста Херман Раребел. Единственият постоянен член е Рудолф Шенкер, въпреки че Клаус Майне участва във всички албуми, докато Матиас Ябс е постоянен член от 1979 г., а басистът Павел Мончивода и барабанистът Мики Дий са в групата съответно от 2003 г. и 2016 г. Това е една от най-известните и най-дълго съществуващите рок групи в света, както и първата неанглосаксонска рок група, която постига успех с международно значение със станалия синоним на групата мелодичен хевиметъл, включващ и „мощни лирични рок балади“. Този звук олицетворява идентичността на „Скорпиънс“, те са и една от групите, които определят звученето на рок музиката през 80-те.
През 70-те с Улрих Джон Рот в състава си, музиката на „Скорпиънс“ се определя като хардрок. По това време, те издават пет, не толкова успешни албума, сред които In Trance (1975), Virgin Killer (1976) и Taken by Force (1977), които обаче ги формират, като музиканти. След напускането на Улрих Джон Рот, Рудолф Шенкер и Клаус Майне поемат контрола над групата, а това им дава цялата власт в композирането на песни. Матиас Ябс се присъединява през 1978 г., и заедно с него и оказаното влияние на продуцента Дитер Диркс, „Скорпиънс“ променя звученето си към мелодичен хевиметъл. С Lovedrive (1979) започва и еволюцията в звука на групата, разработен по-късно в няколко техни албума. През 80-те постига влияние, одобрение от музикалните критици и значителен търговски успех, с огромни турнета в САЩ и Европа. Това започва с издаването на Animal Magnetism (1980) и Blackout (1982), който съдържа рок класиката Blackout и единствения № 1 сингъл на групата в САЩ No One Like You. Love at First Sting (1984) включва Rock You Like a Hurricane и Still Loving You, описани като едни от най-влиятелните и популярни произведения в рока, а това помага да се затвърди популярността на групата. World Wide Live (1985), Savage Amusement (1988) и Best of Rockers 'n' Ballads (1989) допълват успеха ѝ.
Най-продаваният ѝ албум Crazy World (1990) съдържа един от най-продаваните сингли в света Wind of Change с над 14 милиона броя. Песента се превръща в символичен химн на политическите промени в Източна Европа в края на 80-те и началото на 90-те и установява влиянието на „Скорпиънс“ в региона. Между 1992 г. и 1995 г. съставът е напуснат от Франсис Буххолц и Херман Раребел, след което групата променя стила си с албумите Pure Instinct (1996) и Eye II Eye (1999) и популярността ѝ постепенно намалява. С малки изключения това остава непроменено до началото на 2010 г., след което издава няколко албума в олицетворяващия ѝ стил и възобновява пълномащабните си световни музикални турнета. Последният албум на групата Rock Believer, е издаден през 2022 г.
Това е една от най-продаваните музикални групи в историята на музиката, продажбите на групата са около 100 милиона броя по цял свят, от които 10,5 милиона сертифицирани в САЩ. Групата издава 13 поредни студийни албума, които влизат в Топ 10 в Германия, един от които достига до № 1, както и 3 поредни албума, които влизат в Топ 10 в „Билборд 200“. Всички нейни издания със сертификати за продажби, достигат многократно „златен и платинен статус“ в различни страни по света. В средата на 80-те „Ролинг Стоун“ определя „Скорпиънс“ като „герои на хевиметъла“, a „Ем Ти Ви“ ги нарича „посланици на рока“. Някои от наградите, които притежава, са три „Световни музикални награди“, звезда на „Рок стената“ в Холивуд и присъствие в постоянната експозиция в „Залата на славата на рокендрола“. През 2025 г. „Скорпиънс“ отбелязва своята 60-а годишнина.

## История

### Създаване на групата (1965 г. – 1973 г.)
Началото е поставено през 1965 г., когато китаристът Рудолф Шенкер започва да търси музиканти за своята група. Отначало той е и певец, а групата се състои от барабаниста Волфганг Дзиони, китариста Карл-Хайнц Фьолмер и басиста Ахим Киршинг и използва името „Неймлес“. През 1966 г. се преименува на „Скорпиънс“, като според Рудолф Шенкер това е име, което може да бъде лесно разпознаваемо на национално и международно ниво. Между 1965 г. и 1967 г. изнасят концерти в Западна Германия, а репертоарът им включва кавъри на „Бийтълс“ и „Ролинг Стоунс“. В края на 1967 г. Вернер Хойер се присъединява като певец, а Карл-Хайнц Фьолмер напуска. През есента на 1968 г. Рудолф Шенкер и Волфганг Дзиони реформират групата с китариста Урлих Воробец, басиста Лотар Хаймберг и певеца Бернд Хегнер. В края на 1969 г. Урлих Воробец и Бернд Хегнер са уволнени и след покана от Рудолф Шенкер, неговият брат Майкъл Шенкер и певецът Клаус Майне се присъединяват към групата. След като започват да композират свои песни, избират да ги пишат на английски, тъй като това е единственият начин да станат известни извън страната си.
С помощта на „Брейн Рекърдс“ и продуцента Кони Планк през 1971 г. групата записва дебютния си албум Lonesome Crow, който издава на 9 февруари 1972 г. Направен в психелделичен стил, изданието получава отрицателни мнения от критиците и постига ниски продажби. На концертното турне свирят в Западна Германия, като откриват и изявите на други групи. В средата на 1972 г. Волфганг Дзиони се отказва и вземат Джо Уайман, който остава кратко и е заменен от Вернер Лор. През юни 1973 г. откриват концертите на „Ю Еф Оу“ и след като виждат „Скорпиънс“ на живо, те предлагат на Майкъл Шенкер позицията водещ китарист, която той приема. За да завършат турнето, Рудолф Шенкер кани китариста Улрих Джон Рот, но малко след това групата се разпада и губи договора си с „Брейн Рекърдс“. Ентусиазиран от работата си с него, Рудолф Шенкер взема участие в репетициите на групата му „Дон Роуд“, в която са Франсис Буххолц (бас), Юрген Розентал (барабани) и Ахим Киршнинг (клавиши). Те обаче са без певец и Клаус Майне се присъединява към тях, но избират да продължат да използват името „Скорпиънс“, защото то вече има известно признание в Германия.

### Пътят към популярността (1974 г. – 1978 г.)
По време на Lonesome Crow Tour „Скорпиънс“ се свързва с „Ар Си Ей Рекърдс“ и подписва договор. Записите на втория албум на групата се провеждат с помощта на двама продуценти, но „Скорпиънс“ също отговаря за продукцията. Fly to the Rainbow, е издаден на 1 ноември 1974 г. и е хардрок албум, който наподобява стила на своя предшественик и служи като „мост“ между първоначалния звук и този, който прави музикантите известни и установява звученето на групата. Юрген Розентал напуска след записите и Доби Фехтер заема неговото място. Fly to the Rainbow Tour позволява на групата за първи път да свири и в други европейски държави. Руди Ленърс заменя Доби Фехтер на барабаните още по време на турнето.
На свой концерт, музикантите се срещат с продуцента Дитер Диркс и подписват споразумение с него за продуциране на следващия им албум. Дитер Диркс помага за развитието на „Скорпиънс“, той съкращава значително времетраенето на композициите и елиминира влиянието на психеделичния рок, а така прави създаваната музика по достъпна. На 17 септември 1975 г. е издаден албумът In Trance, който дефинира характерния звук на групата. Той е комбинация от хардрок и хевиметъл, като това, заедно с новия подход на продуцента, прави албума най-продавания запис на „Ар Си Ей Рекърдс“ в Япония тогава. С този албум, Рудолф Шенкер и Клаус Майне стават основния екип от композитори за групата. In Trance Tour включва концерти в Европа и Великобритания.
Четвъртият албум Virgin Killer, е издаден на на 9 октомври 1976 г. С него групата стабилизира своя звук и получава положителни отзиви. Седмица след издаването му, албумът печели първия „златен запис“ на групата, издаден в Япония. Virgin Killer предизвика полемика в няколко страни поради спорната си обложка, която включва голо момиче с ефект на счупено стъкло върху половите ѝ органи. В допълнение към погрешното значение, което се придава на текста на едноименната песен, обложката е цензурирана на няколко места и на определени пазари е заменена със снимка на групата. Руди Ленърс напуска след Virgin Killer Tour и през май 1977 г. групата наема Херман Раребел.
В края на 1977 г. излиза Taken by Force, с който „Скорпиънс“ продължава да поддържат популярността си в Япония. В този албум Улрих Джон Рот не влага целия си ентусиазъм, поради различните си музикални идеи. Въпреки това Taken by Force получава добри оценки, като тази в списание „Билборд“. Още преди издаването на албума, групата започва Taken by Force Tour и поради успеха си в Япония, през април прави първото си турне в тази страна. Улрих Джон Рот напуска след това, което означава отмяна на евентуалното турне в Съединените американски щати. През юни 1978 г. след неуспешни прослушвания, по предложение на Франсис Буххолц, Матиас Ябс се присъединява като водещ китарист. В средата на август същата година, „Скорпиънс“ издава концертния албум Tokyo Tapes, който е и последната продукция с Улрих Джон Рот за групата.

### Търговският успех (1979 г. – 1992 г.)
През 1978 г. „Скорпиънс“ записва шестия си студиен албум Lovedrive, издаден на 25 февруари 1979 г. от „Мъркюри Рекърдс“. По време на записите Михаел Шенкер се връща в „Скорпиънс“ и взима участие в написването на няколко песни, но възникват спорове за приноса му. Lovedrive отбелязва голям търговски пробив за групата, за първи път нейна продукция попада в музикалните класации в Съединените американски щати и Великобритания. С добри оценки от музикалните критици и цитиран като „изключителен албум“, с него звученето на групата се променя и оставя отпечатък върху творчеството ѝ. Обложката създадена от „Хипнозис“ е цензурирана в някои страни, защото показва разголена жена. На световното турне Михаел Шенкер е уволнен от брат си поради липсата му на ангажираност и Матиас Ябс остава постоянен член. С него, останалите членове свирят за първи път Съединените американски щати и дадената висока оценка от „Мъркюри Рекърдс“ ги принуждава да запишат нов албум.
Записан за три месеца, Animal Magnetism е издаден на 31 март 1980 г. С по-голямото участие на Херман Раребел в процеса на писане на песните, албумът въвежда няколко нови елементи в музиката на „Скорпиънс“, включително „мощни“ лирични рок балади. Той е определен като разочароващ, но благодарение на Animal Magnetism Tour фокусирано върху Европа и Северна Америка, групата да се позиционира на американския и канадския пазар.
В началото на 1981 г., докато работят върху новата си продукция, Клаус Майне започва да има проблеми с гласа си и претърпява две операции на гласните си струни. След рехабилитация и желание да се откаже от групата, с възстановен глас записва всички песни за новия албум. Blackout е издаден на 29 март 1982 г. и веднага получава положителни оценки. Изданието утвърждава групата като еталон на основните световни пазари и на най-големия от тях в Съединените американски щати, където това е първият ѝ албум, който влиза в десетте най продавани в „Билборд 200“ и първият в кариерата ѝ със „златен“ сертификат издаден в тази страна. Blackout включва сингъла No One Like You, който достига № 1 в „Мейнстрийм Рок Тракс“ в „Билборд“ и е първата песен, която влиза в националната класация „Билборд Хот 100“. На Blackout Tour, групата изнася повече от 150 концерта посетени от 1,5 милиона души и участва на фестивала в Сан Бернардино на 29 май 1983 г, където свири пред повече от 300 000 зрители.

През 1983 г. отношенията между групата и Дитер Диркс изпадат в криза, която се дължи на проблеми между самите музиканти и него, съпроводени от продължителни спорове. След поредица от опити за записване, Love at First Sting е издаден на 27 март 1984 г. Заради предварителни поръчки, албумът става няколко пъти „златен“ и „платинен“ и влиза Топ 10 в няколко страни. Две от песните в изданието, Rock You Like a Hurricane и Still Loving You заемат предни позиции в повечето важни международни класации, отчитат високи продажби и се превръщат в емблематични песни, както за „Скорпиънс“, така и за жанра. Албумът е върхът в развитието на групата, с който влиянието ѝ се пренася и в музикалните телевизии, които излъчват техни видеоклипове, а медии като „Билборд“ и „Ролинг Стоун“ публикуват статии с положителни отзиви, както за албума, така и за групата. Love at First Sting Tour отразява този успех, „Скорпиънс“ участва на големи рок фестивали, като „Рок в Рио“ през 1985 г. С гигантски сценични и светлинни шоута на големи стадиони и в концертни зали, музикантите променят начина, по който изглеждат на сцената и извън нея, вече придружени от големи екипи от хора и озвучителна техника, а това изгражда образа им. Турнето е едно от най-успешните за тях, изпълняват близо 200 концерта на 4 континента. След него издават втория си концертен албум World Wide Live (1985), който доближава успеха на Love at First Sting в международните класации и по отношение на издадените му сертификати.
През септември 1986 г., започват записи за нов албум, въпреки разрива в отношенията си с Дитер Диркс. По това време глем метълът вече набира популярност и групата отново променя сценичното си облеклото. Музикалната индустрията налага и промени в звученето на стила, които продуцентът прилага и в „Скорпиънс“, но групата не се съгласява и конфликтът забавя целия процес. Прекомерното използване на технологии не се хареса на музикантите, но те не успяват да отстояват мнението си и записват албума с повече дигитализация и програмиране. Savage Amusement е издаден на 16 април 1988 г., той напълно отразява промяната в звученето на групата и е търговски успешен, но не толкова популярен. „Билборд“ отбелязва, че Savage Amusement е първият ѝ албум в Топ 5 в „Билборд 200“, като други публикации сравняват творчеството ѝ с най-високите стандарти за рок музика. Savage Amusement Tour позволява на „Скорпиънс“ за първи път свири в СССР; първо през 1988 г. посещава Ленинград, а след това през 1989 г. взема участие на „Фестивала на мира“ в Москва, където присъстват 220 000 зрители. Организаторът на събитието Док Макгий избира за хедлайнър „Бон Джоуви“, независимо че „Скорпиънс“ вече има концерти в СССР. Германците излизат на сцената предпоследни, а представянето им, е едно най-запомнящите се техни участия на живо и напълно изместват фокуса от „Бон Джоуви“ върху себе си. През ноември издават най-успешната си компилация Best of Rockers 'n' Ballads, която съдържа повечето от техните хитове от 80-те години.
В края на 1989 г. групата иска да запише на нов студиен албум, но процесът се забавя, защото няма музикален продуцент. След като се спира на Кийт Олсън, пренася цялото си оборудване в неговото студио в Лос Анджелис, което увеличава разходите. Crazy World е издаден на 6 ноември 1990 г. и демонстрира донякъде все още хардрока от 80-те, но с някои еволюирани и подобрени звуци. С достигнати позиции в Топ 10 в няколко държави и десетки „златни“ и „платинени“ награди получени от различни звукозаписни организации, Crazy World е най-продаваният и най-успешният албум в историята на „Скорпиънс“. Той включва Wind of Change, песен, която олицетворява политическите промени в Източна Европа в края на 80-те и началото на 90-те, падането на Берлинската стена, респективно на „Желязната завеса“ с края на Студената война. Песента влиза в класациите на 78 държави и е продадена като сингъл в над 14 милиона копия, което я прави един от най-продаваните сингли в света.
На 21 юли 1990 г. по покана Роджър Уотърс във връзка с падането на Берлинската стена, „Скорпиънс“ открива концерта му на „Потсдамер плац“ в Берлин. След успеха на албума и особено на Wind of Change, през 1991 г. групата е поканена от Михаил Горбачов да изпълни песента в Кремъл, което е уникално събитие в историята на Съветския съюз, а също и в историята на рока. През 1992 г. печели „Световни музикални награди“ за най-продаваната германска група. Въпреки че преминава през най-успешния си период в търговски аспект, личните отношения между отделните членове на групата изпадат в сериозен разрив. Това води до много скандали между Франсис Буххолц и останалите музиканти, свързани с финансите на групата и управленските решения в нея. Така през 1992 г. той напуска след като постига споразумение с останалите членове. За да заемат позицията му, те наемат Ралф Рикерман.

### Промяна на стила (1993 г. – 2003 г.)
В началото на 1993 г. групата започва записите на следващия си албум. След спорове със звукозаписната компания, Face the Heat е издаден на 21 септември 1993 г. в цифров формат на компактдиск, вместо избраният от „Скорпиънс“ аналогов. Без големи очаквания за търговски успех, в общ консенсус, това е последният албум от „златния“ период на групата, който постига по-ниски позиции в музикалните класации и значително слаби продажби. По време на Face the Heat Tour групата отново печели „Световни музикални награди“ като най-продаваният германски изпълнител.
Live Bites е издаден през 1995 г., той отразява отдръпването на публиката на „Скорпиънс“, когато тя вече не е върха на своята кариера. Незначителен от търговска гледна точка, Live Bites не се представя добре в класациите. По същото време групата започва да работи по нов студиен албум, но Херман Раребел напуска преди записите, несъгласен с музикалната посока на новите песни. Музикантите осъзнават, че по това време алтернативният рок взема предимство и предпочитат да изследват собствения си стил, фокусирани върху основни човешки емоции и взаимоотношения и издават Pure Instinct на 21 май 1996 г. Албумът съдържа мелодични поп балади и не заема високи позиции в класациите. На последвалото турне „Скорпиънс“ привлича като постоянен член барабаниста Джеймс Котак.
През 1998 г. започват записите на студиен албум, в който експериментират със стила си, ограничават електрическата китара, включват акустични китари и различни микрофони. Групата разработва и създава звук, който не е част от творчеството ѝ и се впуска в елементи на поп рок, денс-рок и рап, а това се отразява на песните, които вече са по-дълбоки и по-искрени. Eye II Eye е издаден на 9 март 1999 г. и повтаря търговския неуспех на Pure Instinct, като същевременно е критикуван, защото „Скорпиънс“ не се адаптира към основните музикални промени и това не довежда до успех.
В средата на 2000 г. издава симфоничния албум Moment of Glory, за който подготовката и записването преминава през сложна и дълга организация, включително сътрудничество с диригент и симфоничен оркестър. Продукцията включва някои от популярните песни на групата преработени в симфоничен вариант, но не среща одобрение сред професионалната гилдия в този жанр. Година по-късно издава Acoustica, акустичен албум записан на живо в отговор на натиск от звукозаписната компания и феновете на групата. Изданието не привлича сериозен интерес, заради факта, че групата не успява да съчетае акустичните китари с латино ритми. Acoustica Tour е поредното ограничено турне, съсредоточено основно в Европа и югоизточна Азия.
В края на Tour 2002, „Скорпиънс“ става първата западна рок група, която организира турне в цяла Русия, то се простира от Балтийско до Японско море. На 6 септември 2003 г. заедно с президентския оркестър на Руската федерация, изнася концерт на „Червения площад“ в Москва във връзка с отбелязване годишнината на града. През 2003 г. Ралф Рикерман напуска, за да се съсредоточи върху кариерата си на композитор на филмова музика.

### Връщане към идентичността си (2004 г. – 2014 г.)
„Скорпиънс“ наема басиста Павел Мончивода през януари 2004 г. В същото време вече има записани песни за нов албум и преговаря с няколко продуценти, включително и Дитер Диркс, но нито един от тях не се съгласява да работи с групата. През май същата година издава студийния албум Unbreakable. С него групата възстановява класическия си стил, като същевременно звучи и модерно. Unbreakable получава добри оценки от музикалните критици, но се представя слабо в класациите. На 17 април 2004 г. започва промоционалното си турне, на което заснема и издават DVD-то One Night in Vienna. През 2006 г. участва на фестивала „Вакен Оупън Еър“, където изнася концерт с Улрих Джон Рот, Майкъл Шенкер и Херман Раребел, издаден под името Live at Wacken Open Air.
На 14 май 2007 г. издава Humanity Hour I, концептуален албум, чиято тема е човечеството и последствията, които то оставя върху Земята. С добре обмислени текст и музика, това е албум, в който всяка една песен е свързана със следващата, обединени под глобалната тема за човечността и проблемите в свят, в който хората и роботите живеят заедно. С обширно турне, което продължава три години, групата се завръща към мащабните си концертни изяви. През 2009 г. „Скорпиънс“ получава почетна награда „Ехо“ за цялостен принос, заради успешната ѝ кариера и въздействието ѝ върху съвременната музикална култура, както и за създаването на глобалния химн Wind of Change. С подкрепата „Грийнпийс“, групата издава на 25 ноември 2009 г. Amazonia – Live In The Jungle, видео концерт записан в Бразилия.
Sting in the Tail е студиен албум, който е издаден на 14 март 2010 г. и с него групата съобщава, че след огромното световно турне Get Your Sting and Blackout World Tour, прекратява музикална си кариера. Албумът доближава класическите издания на „Скорпиънс“ и е добре приет от критиката. В търговско отношение той е успешен и отбелязва най-високата дебютна позиция на групата в Съединените американски щати за последните повече от 20 години. На 18 май получава наградата „Рок легенди“ на „Световните музикални награди“ за изключителен принос в развитието на рок музиката.
През 2011 г. групата издава последователно концертния албум Live 2011 - Get Your Sting & Blackout и студийния Comeblack, записан с кавър песни на различни изпълнители от 60-те години на 20-и век и такива от класическия период на групата. В средата на 2012 г. по време на турнето и удължаването му до 2014 г., Матиас Ябс съобщава, че групата няма да се разделя. През ноември 2013 г., „Скорпиънс“ издава концертния албум MTV Unplugged in Athens, който се представя сравнително добре в класациите и е оценен положително от специализираната преса.

### Промяна в състава и нови успехи (2015 г. – 2024 г.)
Годината започва с издаването на музикално биографичния филм Forever and a Day, в който са включени кадри от миналото на групата и такива от последното световно турне. На 20 февруари същата година, групата издава своя 18-и студиен албум Return to Forever, който включва демо записи и недовършени песни, както и нови написани в последните години. Return to Forever е търговски успешен албум, който влиза в Топ 10 в няколко страни и е високо оценен сред музикалните критици. 50th Anniversary World Tour започва на 1 май 2015 г. и с него „Скорпиънс“ отбелязва своята 50-а годишнина от създаването си. В края на турнето през септември 2016 г., „Скорпиънс“ уволнява Джеймс Котак заради проблемите му с алкохола и го заменя с Мики Дий.
На 18 януари 2017 г. групата е включена в „Залата на историята на хевиметъла“ за приноса ѝ към музикалния жанр. През юни същата година, тя започва Crazy World Tour 2017, мащабно световно концертно турне, което е прекратено в началото на 2020 г., поради световната пандемия от коронавирус. В края на август 2021 г. групата получава и „Европейска награда за култура“ заради изключителните ѝ постижения за Европа и нейния народ.
През февруари 2022 г., 50 години след дебютния албум на групата Lonesome Crow (1972), „Скорпиънс“ издава студийния Rock Believer. Изданието получава положителни отзиви от музикалните критици, някои от които му дават по-висока оценка от предишния албум на групата. Rock Believer е 20-ото издание на групата, което попада сред първите 200 музикални албума и миниалбума с най-добри продажби на територията на Съединените американски щати в „Билборд 200“. Промоционалното турне преминава през Северна Америка и Европа. В същото време за да отпразнува музикалната история на „Скорпиънс“, през май 2023 г. „Би Ем Джи“ издава Colors of Rock, колекция с 12 от най-важните албуми на групата, всеки с преработен звук и преиздаден на цветна грамофонна плоча. 2024 г. е отбелязана със световното турне Love At First Sting Tour 2024, което е организирано във връзка с 40-ата годишнина от издаването на студийния албум Love at First Sting през 1984 г.

## Стил и наследство

### Стилът на групата
В младежките си години, Рудолф Шенкер е повлиян от групи като „Ярдбърдс“ и „Спуки Тут“, докато Клаус Майне симпатизира на тези от Британското нашествие, но и двамата харесват Елвис Пресли, и в трите случая предпочитаният от тях рок е по-малко агресивен. Рудолф Шенкер поддържа определен характерен стил с китарата си в изпълнение на някои сола, като тези в Still Loving You и Wind of Change (Матиас Ябс за разлика от него има елегантен и бърз стил характерен за 80-те). Групата възприема бързо тези влияния. Дебютният им албум Lonesome Crow е силно примесен с краутрок, популярен по това време в Германия. С втория си албум Fly To the Rainbow, „Скорпиънс“ започва да изчиства повече рока, с който групата е известна. В следващия си албум In Trance, групата се откроява предимно с хардрок. Влиянието на Дитер Диркс в групата, променя музикалния ѝ стил в по-дълбок и по-лиричен, той съкращава песните ѝ и постепенно променя звученето на германците (особено след напускането на Улрих Джон Рот). По това време музиката на групата, създавана и от Улрих Джон Рот, се характеризира като неокласицизъм, а той е повлиян от Джими Хендрикс. Други групи, които оказват влияние на „Скорпиънс“, са „Лед Зепелин“ и „Крийм“. „Скорпиънс“ възприема синтез от стиловете на тези групи, които развиват мощен и мелодичен рок, често смесен с прогресив рок. Тези събрани факти се примесват с гласа на Клаус Майне, подкрепяни от солата на Рудолф Шенкер и мощните рифове на Улрих Джон Рот.
След напускането на Улрих Джон Рот групата прави повратен ход в кариерата си и в модернизацията на своя стил. Това се наблюдава в албума Lovedrive и се дължи на приноса на новия китарист Матиас Ябс, който свири по-мелодичен рок и по-близък до стила на „Ван Хален“, както и че напускането Улрих Джон Рот позволява на Рудолф Шенкер и Клаус Майне да поемат контрола над състава и на композирането на песните. Този звук се развива в следващите им три албума и става синоним на международния им успех. Savage Amusement от 1988 г. е направен повече с търговска цел, по-малко рок и повече съвременни стилове. Това се оказва незначителен факт за последвалия му успех. Crazy World излиза през 1990 г. и с него „Скорпиънс“ се връща към класическия си звук, в композициите ѝ се наблюдават „сурови“ китарни рифове със звук близък до Blackout и Love at First Sting. След като Crazy World се оказва много успешен, „Скорпиънс“ започва да губи своята популярност на мелодична рок група в полза на други стилове и през годините на няколко пъти сменя стила си.
В албумите между 1993 г. и 2001 г. „Скорпиънс“ свири много по-различни стилове (особено в Pure Instinct и Eye II Eye), които не са характерни с присъщо рок звучене, това обаче не попречва на албумите от този период Face the Heat, Pure Instinct, Moment of Glory и Acoustica да получат „златни“ и „платинени“ награди. Unbreakable излиза през 2004 г. и с него се връща оригиналното звучене на групата. Humanity Hour I, е албум, който съдържа съвременни откъси, като неометъл. В началото на 2010 г. излиза студийният албум Sting in the Tail, който се доближава до звученето на музикантите през 80-те. Return to Forever (2015) и Rock Believer (2022) са албуми, с които групата продължава да създава музика в познатия ѝ стил.

### Наследство, признаване и влияние
„Скорпиънс“ се считат за една от най-важните групи в историята на рока и за едни от пионерите в рок музиката с продадени над 100 милиона албума, от които 10,5 милиона сертифицирани в САЩ. Всички нейни издания с издадени сертификати, достигат 200 пъти „златен“ и „платинен“ статус в различни страни по света. Това е най-продуктивната германска група от континентална Европа и първата неанглосаксонска рок група, която постига успех с международно значение и проправя път за други групи от страни като Германия, Бразилия и Скандинавия. „Скорпиънс“ заедно с „Ван Хален“, „Аеросмит“ и „Ей Си/Ди Си“ определят специфичното звучене на рок музиката през 80-те години на 20-и век. Тяхната музика, песни, смесване на рифове съчетани с електрическа китара, повлияват на групи, като „Синдърела“, „Металика“, „Докен“, „Деф Лепард“, „Скид Роу“, „Мотли Крю“ „Бон Джоуви“, „Айрън Мейдън“ и „Гънс Ен' Роузис“. Групи като „Металика“, „Ван Хален“, „Бон Джоуви“, „Айрън Мейдън“ и „Деф Лепард“ в ранните си години редовно излизат на сцената, като подгряващи групи на „Скорпиънс“. Германски групи включително „Рамщайн“ и „Едгай“ пробиват на межуднародния музикален пазар благодарение на това, че „Скорпиънс“ успява да се наложи в световен план повече от десетилетие преди това. Тяхната формула съчетава рок и балади, които определят успеха и влиянието на баладите в рок музиката. Lovedrive, Blackout и Love at First Sting са едни от най-добрите рок албуми в музиката, а концертният World Wide Live се счита за един от най-добрите концертни албуми в рок музиката. С петте си поредни успешни албуми Animal Magnetism (1980), Blackout (1982), Love at First Sting (1984), World Wide Live (1985) и Savage Amusement (1988) и с постигнатия значителен търговски успех, „Скорпиънс“ става част най-добрите хардрок групи в света.
Паулу Коелю се обявява за фен на групата. Професионалният хокеен отбор от Хановер основан през 1975 г. под името „Ведемарк“, официално през 1996 г. е прекръстен на „Хановер Скорпиънс“ в чест на музикантите. Известни изпълнители, които правят техни кавъри са: Роб Халфорд (за Blackout), „Систъм ъф ъ Даун“ (за Coming Home), Брус Дикинсън (за The Zoo), „Хелоуин“ (за He's A Woman – She's A Man), „Чилдрън ъф Бодъм“ (за Don't Stop at the Top), Ингви Малмстийн (за The Sails of Charon), „Терион“ (за Polar Nights), „Грийн Дей“ (за Rock You Like a Hurricane), „Соната Арктика“ (за Still Loving You), „Стратовариус“ (за Blackout) и Клаус Вундерлих (за Send me an Angel). Българската певица Мими Иванова прави кавър Holiday заедно с група Старт през 1985 г., с текст на български език. Издадени са и няколко албума с кавъри на песни на „Скорпиънс“ в изпълнение на различни музикални групи. A Tribute To The Scorpions - Covered Like A Hurricane, A Tribute to the Scorpions (2000 г.), Another Piece of Metal: Tribute to Scorpions и Tribute to the Scorpions: Six Strings, Twelve Stings.

## Постижения
„Скорпиънс“ притежава 3 „Световни музикални награди“, 2 награди „Ехо“, над 10 награди за цялостен принос от различни издатели, включени са в „Залата на славата на Хевиметъла“ и имат звезда на „Алеята на славата“ в Холивуд. Обявена е няколко пъти за най-успешната германска група, а песента ѝ Wind of Change е обявена за песен на хилядолетието. Издава 2 „мултиплатинени“, 5 „платинени“ и 4 „златни албума“ в Съединените американски щати, докато в Германия има 5 „платинени“ и 17 „златни албума“.

„Скорпиънс“ е класирана на № 26 сред най-великите метъл групи. „Ви Ейч Уан“ поставя групата под № 46 в своята класация на „100-те най-добри хардрок групи“. Същата медия класира песента ѝ Still Loving You на 22-ро място сред най-великите балади а Rock You Like a Hurricane на 18-о място в класацията за „100-те най-добри хардрок песни“. Wind of Change е един от най-продаваните сингли с общо над 14 милиона бройки. В Германия това е най-продаваният сингъл с 6 милиона копия. Песента остава общо 51 седмици в германската класация за сингли, 11 от които като № 1. Wind of Change е № 6 сред най-популярните хитове в Германия според прекараното време в класациите. Crazy World остава общо 78 седмици в класациите в Германия (7 като № 1) и 73 седмици в класацията на „Билборд 200“. За продажбите си по цял свят Crazy World е награден с 1 „сребърен“, 19 „златни“ и 12 платинени сертификата в 17 държави.
„Ролинг Стоун“ ги нарича „най-новите герои на хевиметъла“. В американско проучване от края на 90-те проучващо коя музика се слуша, докато двойките правят секс в колите си, „Скорпиънс“ е на второ място след „Аеросмит“; баладите са една от причините германците да бъдат популярни в Северна Америка. Заедно с „Куийн“ са първите групи, които получават „Ехо“ за „изпълнител на годината“ през 1992 г. В постоянната експозиция в Рокендрол залата на славата има няколко експоната на групата, включително и оригиналният текст на песента Wind of Change.
Нейните песни No One Like You, Rock You Like a Hurricane, Still Loving You и Rythme of Love присъстват в класацията на „Билборд“ за „100-те най-добри хардрок песни на 80-те“, Медии като „Гибсън“ и „Ви Ейч Уан“ поставят Rock You Like a Hurricane под № 4 сред „Най-великите китарни рифове на всички времена“ и под № 22 при „Най-великите хардрок и хевиметъл песни“. Rock You Like a Hurricane и Still Loving You са едни от най-влиятелните и популярни произведения, както в хевиметъл музиката, така и сред рок баладите, определени от музикалните критици като „рок химн“ и „истински химн на любовта“. „Метъл Рулс“ включват Blackout и Love at First Sting в „100-те най-велики хевиметъл албума“ под № 63 и № 95. През 2011 г. албумът Blackout е класиран от „Гитар Уърлд“ като № 1 в класацията „10-те най-добри албума за китара от 1982 г.“. Популярните песни на „Скорпиънс“ многократно участват в компилации издавани от други музикални компании. Някои от цензурираните обложки на групата също попадат в различни класации, като „Топ десет на най-противоречивите обложки на всички времена“ – Lovedrive (№ 5), „Най-лошите обложки на всички времена“ – Virgin Killer (№ 1) и Lovedrive (№ 12).

## Цензурата
История на „Скорпиънс“ е съпровождана с няколко цензурирани обложки. Първата сред тях, е на албума In Trance от 1975 г., на чиято корица е снимана жена на колене върху китара с разголена дясна гърда. Това налага гърдата на жената да бъде затъмнена, когато албумът се издава на американския пазар. Virgin Killer е албум, на чиято корица е снимано напълно голо десетгодишно момиче. Обложката представлява счупено стъкло върху половите ѝ органи и така те са засенчени. На американския пазар по този начин не може да се продава един албум и тя е сменена с нова, на която са снимани всичките членове на групата. През 2008 г. същата обложка става причина цялата статия за албума в Уикипедия да бъде недостъпна за редактиране в Обединеното кралство заради това, че британската наблюдателна група Фондацията за наблюдение на интернет включва Virgin Killer в „черния си списък“. Taken by Force от 1977 г. също е с проблемна обложка, отново изработена от Михаел фон Гимбут, която предизвиква недоволство в Съединените американски щати и няколко други страни, защото показва стрелба между двама мъже на военно гробище, което налага смяната ѝ. През 1978 г. излиза и първата компилация на групата Best of Scorpions, на чиято обложка е изрисувано женско голо дупе, по което лази черен скорпион. В Япония и Съединените американски щати този албум е с променени обложки, но на изданието в Япония се вижда женско голо дупе.
През 1979 г. излиза Lovedrive, на чиято корица са изобразени мъж и жена в задната част на кола, докато едната ръка на мъжа е вкопчена в дясната гърда на жената. Обложката е създадена от Сторм Торгерсен за „Хипнозис“, но албумът се продава опакован в черна хартия, а по-късно и самата обложка е заменена с друга, на която се вижда син скорпион на черен фон. Обложката на Animal Magnetism предизвиква противоречия, поради това, че показва жена на колене пред изправен мъж. Обложката на Love at First Sting е променена с нова за да може албумът да бъде издаден в Съединените американски щати. Последните два албума, за които се изработват нови обложки само за американския пазар са Pure Instinct (заради голите мъж, жена и дете в клетка, заобиколени от животни) и тази на компилацията Deadly Sting от 1997 г.

## В други проекти

### Цифрова област
През 2007 г. „Активижън“ пуска музикалната видео игра Guitar Hero Encore: Rocks the 80s, като в саундтрака е включена песента No One Like You. Същата песен се появява и в играта на „Конами“ – Rock Revolution от 2008 г. Rock You Like a Hurricane е широко разпространена песен в няколко видео игри, включително: Grand Theft Auto: Vice City Stories, Guitar Hero III: Legends of Rock, The Simpsons Game и NHL 10. „Сони“ включва Sails of Charon в своята видео игра Gran Turismo 5 през 2010 г. Wind of Change влиза в саундтрака на играта SingStar Rocks! през 2006 г. и е използвана в трейлъра на Call of Duty: Black Ops - Berlin Wall през 2011 г.

### Музикален театър, кино и телевизия
Wind of Change се появява в извън Бродуейската продукция „Пауър Баладз“. Rock You Like a Hurricane остава в поп културата на Северна Америка и се използва в многобройни шоу програми и филми, включително Aqua Teen Hunger Force, Семейство Симпсън, Изпечени крадци (2006), Опасна игра (1999), Позабременяла (2007), Малкият Ники (2000), Шоуто на Кливланд, и Пичове за пример (2008). Използва се често в телевизионни реклами и други промоции, включително и в Остриетата на славата (2007), Железният гигант (1999), Човешко оръжие (2007) и Чудовища срещу извънземни (2009).
Песни и албуми на „Скорпиънс“ се използват многократно в озвучаването на филми. Някои от тях са: Rock You Like a Hurricane (в Истинска измама (2010), Байт и Суич, Ваканционни изцепки (2009), Пичове за пример (2008) и Слънчево рали), Wind of Change (в Джентълмени Бронкос и Манта, Манта), Loving You Sunday Morning (във Въртележка), No One Like You (в Пепелна сряда), Send Me An Angel (в Ланселот: Пазител на времето), Under the Same Sun (в Опасна зона), Hit Between the Eyes (в Беглец в бъдещето), Lonesome Crow (в Студеният рай), Animal Magnetism (в Кечистът), и Still Loving You (в Бордело от кръв). No One Like You и Rock You Like a Hurricane са част от мюзикъла Rock Of Ages, като втората влиза в 16 епизод от втория сезон на сериала Ориндж Каунти. През 2011 г. песента им Hurricane 2000 от албума Moment of Glory е включена в трейлъра на филма Елитни убийци.

### Спорт
Rock You Like a Hurricane редовно се използва в спортни състезания, като е неофициален химн на редица отбори, включително Университета на Тълса, „Маями Хърикейнс“, „Каролина Хърикейнс“ и „Бъфало Сейбърс“ (които използват оркестралната версия от 2000 г.). През 2006 г. песента предизвика полемика, когато се използва от „Тампа Бей Бъканиърс“ от мажоретки на полувремето по време на мач срещу „Ню Орлиънс Сейнтс“.

## Дискография
| Студийни албуми - Lonesome Crow (1972) - Fly to the Rainbow (1974) - In Trance (1975) - Virgin Killer (1976) - Taken by Force (1977) - Lovedrive (1979) - Animal Magnetism (1980) | - Blackout (1982) - Love at First Sting (1984) - Savage Amusement (1988) - Crazy World (1990) - Face the Heat (1993) - Pure Instinct (1996) - Eye II Eye (1999) | - Moment of Glory (2000) - Unbreakable (2004) - Humanity Hour I (2007) - Sting in the Tail (2010) - Comeblack (2011) - Return to Forever (2015) - Rock Believer (2022) | Концертни албуми - Tokyo Tapes (1978) - World Wide Live (1985) - Live Bites (1995) - Acoustica (2001) - Live 2011 - Get Your Sting & Blackout (2011) - MTV Unplugged in Athens (2013) |

## Турнета
- Lonesome Crow Tour (1972 – 1973)
- Fly to the Rainbow Tour (1974)
- In Trance Tour (1975 – 1976)
- Virgin Killer Tour (1976)
- Taken by Force Tour (1977 – 1978)
- Lovedrive Tour (1979)
- Animal Magnetism Tour (1980 – 1981)
- Blackout Tour (1982 – 1983)
- Love at First Sting Tour (1984 – 1986)
- Savage Amusement Tour (1988 – 1989)
- Crazy World Tour (1990 – 1991)
- Face the Heat Tour (1993 – 1994)
- Pure Instinct Tour (1996 – 1998)
- Eye to Eye Tour (1999)
- Moment of Glory Tour (2000)
- Acoustica Tour (2001)
- Tour 2002 (2002)
- Tour 2003 (2003)
- Unbreakable Tour (2004 – 2006)
- Humanity Tour (2007 – 2009)
- Get Your Sting and Blackout World Tour (2010 – 2014)
- 50th Anniversary World Tour (2015 – 2016)
- Crazy World Tour 2017 (2017 – 2020)
- Rock Believer World Tour (2022 – 2023)
- Love At First Sting Tour 2024 (2024)

## Цитати
1. 1 2  Schenker 2010, с. 142.
2. 1 2  Rudolf Schenker (SCORPIONS): "Нека празнуваме 50 години рокендрокл!" //  Публикации.   werock.bg, 2016-07-10. Посетен на 2022-12-07. (на български)
3. 1 2 3  Blazek 2006, с. 8.
4. 1 2  Springorum, Björn. 50 Jahre „Lonesome Crow“: Der unbeholfene Start der Scorpions //  Popkultur.   udiscover-music.de, 2022-02-11. Посетен на 2023-12-14. (на немски)
5. ↑  Popoff 2016, с. 4.
6. ↑  Popoff 2016, с. 6.
7. ↑  ALBUM DETAILS Lonesome Crow //  Discography.   the-scorpions.com. Посетен на 2023-12-14. (на английски)
8. ↑  Gomez, Rob. Exclusive Interview with Klaus Meine, Legendary Lead Singer of the Scorpions! //  Exclusive Artist Interviews.   southtexassoundproject.com, 2008-08-27.  Архивиран от оригинала на 2019-04-12. Посетен на 2023-12-14. (на английски)
9. 1 2  Popoff 2016, с. 9.
10. ↑  Popoff 2016, с. 11 и 19.
11. 1 2  Popoff 2016, с. 11 и 12.
12. ↑  ULI JON ROTH – MUSIC BIOGRAPHY (longer version) //  WORLD BIO.   ulijonroth.com.  Архивиран от оригинала на 2016-12-15. Посетен на 6 юли 2016. (на английски)
13. ↑  Popoff 2016, с. 17.
14. ↑  Popoff 2016, с. 12.
15. ↑  ALBUM DETAILS Fly to the Rainbow //  Discography.   the-scorpions.com. Посетен на 2020-02-14. (на английски)
16. ↑  Rivadavia, Eduardo. AllMusic Review by Eduardo Rivadavia //  Album Overview.   allmusic.com. Посетен на 2020-02-14. (на английски)
17. ↑  Popoff 2016, с. 16.
18. ↑  Popoff 2016, с. 19.
19. ↑  Dieser Rhöner tauschte eine Karriere bei den Scorpions gegen die Liebe //   infranken.de, 2018-08-02. Посетен на 2023-12-16. (на немски)
20. ↑  FLY TO THE RAINBOW TOUR //  Live.   the-scorpions.com. Посетен на 2023-12-16. (на английски)
21. ↑  Popoff 2016, с. 20.
22. ↑  Patente und Gebrauchsmuster //  Registerauskunft.   register.dpma.de. Посетен на 2021-02-24. (на немски)
23. ↑  Gegers. Dieter Dierks – Interview exclusive ! //   crazyscorps.com, 2015-03-30.  Архивиран от оригинала на 2016-03-04. Посетен на 2023-12-18. (на френски)
24. ↑  Scorpions (2000). In Trance/Virgin Killer: The Back to Back Collection (Inside book). Axel Killer Records. p. 3. 3056462.
25. ↑  ALBUM DETAILS In Trance //  Discography.   the-scorpions.com. Посетен на 2020-02-19. (на английски)
26. 1 2  Rivadavia, Eduardo. How ‘In Trance’ Became the Scorpions’ First Classic LP //   ultimateclassicrock.com, 2015-09-17. Посетен на 2023-12-26. (на английски)
27. ↑  1974 //  History.   the-scorpions.com. Посетен на 2020-02-19. (на английски)
28. ↑  Николов, Мартин. Клаус Майне (SCORPIONS): Младите трябва да превърнат света в по-добро място //   2022-11-25. Посетен на 2022-11-30. (на български)
29. ↑  In Trance Tour //  Live.   the-scorpions. Посетен на 2023-12-18. (на английски)
30. ↑  ALBUM DETAILS Virgin Killer //  Discography.   the-scorpions.com. Посетен на 2023-12-18. (на английски)
31. ↑  Anderson, Jason. Virgin Killer Review by Jason Anderson //  Scorpions.   allmusic.com. Посетен на 2010-11-20. (на английски)
32. ↑  Wings, Sad. Sad Wings of Destiny Review by Steve Huey //  Judas Priest.   allmusic.com. Посетен на 2023-12-18. (на английски)
33. 1 2  Ten Years of the Scorpions – There's a Sting in the Tale (PDF) //   Billboard, 1982-08-21. Посетен на 2023-12-18. (на английски)
34. 1 2  Zips, Martin. Scorpions: Umstrittenes Cover – Die böse Blöße //  Kultur.   sueddeutsche.de, 2010-05-17. Посетен на 2023-12-18. (на немски)
35. ↑  Popoff 2016, с. 33 и 38.
36. ↑  Naughty, Mickie. Herman Rarebell shares his 'life as a Scorpion' //   dabelly.com, 2012.  Архивиран от оригинала на 2019-02-09. Посетен на 2023-12-18. (на английски)
37. ↑  ALBUM DETAILS Taken by Force //  Discography.   the-scorpions.com. Посетен на 2023-12-19. (на английски)
38. ↑  Band //  History.   the-scorpions.com. Посетен на 2010-08-20. (на английски)
39. 1 2 3  Syrjälä, Marko. ULI JON ROTH Contributed by Marko Syrjälä //   metal-rules.com, 2006-12-10.  Архивиран от оригинала на 2008-05-16. Посетен на 2023-12-20. (на английски)
40. 1 2 3 4 5  Weber, Barry. Artist Biography by Barry Weber //   allmusic. Посетен на 2010-10-26. (на английски)
41. ↑  Ten Years of the Scorpions – There's a Sting in the Tale (PDF) //   Billboard, 1982-08-21. Посетен на 2023-12-20. (на английски)
42. ↑  Taken By Force Tour //  Live.   the-scorpions.com. Посетен на 2023-12-20. (на английски)
43. ↑  1978 //  Band.   the-scorpions.com. Посетен на 2023-12-19. (на английски)
44. ↑  Syrjälä, Marko. Francis Buchholz ex-Scorpions //   metal-rules.com, 2007-01-15.  Архивиран от оригинала на 2008-05-14. Посетен на 2023-01-31. (на английски)
45. ↑  Tokyo Tapes //   the-scorpions.com. Посетен на 2023-12-19. (на английски)
46. 1 2  ALBUM DETAILS Lovedrive //  Discography.   the-scorpions.com. Посетен на 2023-12-19. (на английски)
47. ↑  MICHAEL SCHENKER Calls Brother RUDOLF 'A Desperate Wannabe', Says KLAUS MEINE Is 'The Only Artist' In SCORPIONS //  NEWS.   blabbermouth.net, 2018-01-20. Посетен на 2023-12-19. (на английски)
48. ↑  Chart History Scorpions The Billboard 200 //   billboard.com. Посетен на 2023-12-19. (на английски)
49. ↑  SCORPIONS //  Albums.   officialcharts.com. Посетен на 2023-12-19. (на английски)
50. ↑  LOVEDRIVE - Scorpions (pdf) //  ALBUMS REVIEWS.   Cash Box, 1979-07-14. Посетен на 2023-12-19. (на английски)
51. ↑  Giles, Jeff. How the Scorpions Broke Through With Their Best Album, ‘Lovedrive’ //   ultimateclassicrock.com, 2016-02-25. Посетен на 2023-12-19. (на английски)
52. 1 2  Cerio, Steven. Album cover artist who founded the design studio known as Hipgnosis //  interviews.   happyhomelandstore.com.  Архивиран от оригинала на 2012-02-06. Посетен на 2020-01-27. (на английски)
53. ↑  Palmer, Andrew (1999-12-28). Rock You Like a Piece of Meat. Village Voice.
54. ↑  Popoff 2016, с. 62 – 63.
55. ↑  MICHAEL SCHENKER On SCORPIONS' Lovedrive Album - "They Really Persuaded Me To Join The Band And Got Rid Of Matthias Jabs, Basically" //  NEWS.   bravewords.com, 2014-02-02. Посетен на 2023-12-19. (на английски)
56. ↑  Popoff 2016, с. 62.
57. ↑  Bell, Phil (1981-12-05). The Scorpions: Lord of the Stings - Interview with Herman Rarebell. Melody Maker
58. ↑  Popoff 2016, с. 82.
59. ↑  ALBUM DETAILS Animal Magnetism //  Discography.   the-scorpions.com. Посетен на 2023-12-19. (на английски)
60. ↑  Popoff 2016, с. 81.
61. ↑  Animal Magnetism Documentary Part IV - Guitars //  Scorpions.   youtube.com. Посетен на 2023-12-19. (на английски)
62. ↑  Mineur, Matthias (2001). Animal Magnetism (Вътрешна книжка) (english). EMI Records. 7243-5-35154-2-3
63. ↑  Weber, Barry. AllMusic Review by Barry Weber //  Album Overview.   allmusic.com. Посетен на 2020-01-28. (на английски)
64. ↑  Animal Magnetism Documentary Part II - The Tour //  Scorpions.   youtube.com. Посетен на 2023-12-19. (на английски)
65. ↑  Popoff 2016, с. 85 – 86.
66. ↑  Scorpions – Blackout //  Scorpions.   discogs.com. Посетен на 2023-12-19. EMI – 7243 5 35155 2 2 (на английски)
67. ↑  Popoff 2016, с. 88 и 90.
68. ↑  Billboard's Recommended LPs (PDF) //  Top Album Picks.   Billboard, 1982-04-03. Посетен на 2023-02-17. (на английски)
69. ↑  Popoff 2016, с. 87.
70. ↑  Chart History Scorpions The Billboard 200 //   billboard.com. Посетен на 2023-12-19. (на английски)
71. ↑  Gold & Platinum //  SCORPIONS.   riaa.com. Посетен на 2023-12-19. (на английски)
72. ↑  Scorpions Mainstream Rock Airplay //  Chart History.   billboard.com. Посетен на 2023-12-19. (на английски)
73. ↑  Scorpions Billboard Hot 100 //  Chart History.   billboard.com. Посетен на 2023-12-19. (на английски)
74. ↑  THE SCORE OF THE SCORPIONS Highlights Of Two Generations (PDF) //   Billboard. Посетен на 2023-12-19. (на английски)
75. ↑  Popoff 2016, с. 100.
76. 1 2  Scorpions – Love At First Sting (Вътрешна книжка), EMI – 7243 5 35156 2 1, Ⓒ 2001 Breeze Music GmbH / EMI Electrola GmbH & Co. KG
77. ↑  ALBUM DETAILS Love at First Sting //  Discography.   the-scorpions.com. Посетен на 2023-12-19. (на английски)
78. ↑  Les Singles de Platine //  Certif_Platine.   infodisc.fr.  Архивиран от оригинала на 2013-02-24. Посетен на 2023-12-19. (на френски)
79. 1 2  Pavez, Cristián. SCORPIONS Love At First Sting //  Home rock > CDAXIS CLASICOS > S > SCORPIONS.   rockaxis.com.  Архивиран от оригинала на 2014-07-01. Посетен на 2020-09-10. (на испански)
80. ↑  Billboard Album Reviews (PDF) //   Billboard, 1984-03-10. Посетен на 2023-12-19. (на английски)
81. ↑  LODER, KURT. Scorpions Love At First Sting //  Album Reviews.   rollingstone.com, 1984-04-26.  Архивиран от оригинала на 2007-10-14. Посетен на 2023-12-19. (на английски)
82. 1 2  Love at First Sting Tour //  Live.   the-scorpions.com. Посетен на 2023-12-19. (на английски)
83. ↑  1984 - 1985 //  History.   the-scorpions.com. Посетен на 2023-12-19. (на английски)
84. ↑  Popoff 2016, с. 114 – 115.
85. ↑  Scorpions - World Wide Live //   austriancharts.at. Посетен на 2023-12-19. (на немски)
86. ↑  Chart History Scorpions The Billboard 200 //   billboard.com. Посетен на 2023-12-19. (на английски)
87. ↑  Gold & Platinum //  SCORPIONS.   riaa.com. Посетен на 2023-12-19. (на английски)
88. 1 2  Scorpions - Savage Amusement Documentary Part I - The Album / Artwork //   youtube.com, 2020-04-16. Посетен на 2023-12-20. (на английски)
89. ↑  Popoff 2016, с. 129 – 130.
90. ↑  Popoff 2016, с. 127 – 128.
91. ↑  GEIT, STEVE. German Rockers Added Sting To Monsters Trek Scorpions To Head `Savage' Tour (PDF) //  Talent.   Billboard, 1988-08-13. p. 23. Посетен на 2023-12-20. (на английски)
92. ↑  FRANCIS BUCHHOLZ, POR SIEMPRE ESCORPION! //   myrnamariabarahona.com. Посетен на 2023-12-20. (на испански)
93. 1 2  Popoff 2016, с. 127.
94. ↑  Scorpions – Savage Amusement (Вътрешна книжка), EMI – 7243 5 35158 2 9, Ⓒ 2001 Breeze Music GmbH / EMI Electrola GmbH & Co. KG
95. ↑  Popoff 2016, с. 128.
96. ↑  Grein, Paul. Poison Open Up And Say 'Hit'; Gibson Shakes Off Tiffany With 4th Top 10 Hit (PDF) //   Billboard, 1988-06-04. Посетен на 2023-12-20. (на английски)
97. ↑  Scorpions Savage Amusement - Harvest (PDF) //   Music and Media, 1988-05-28. p. 22. Посетен на 2023-12-20. (на английски)
98. ↑  Savage Amusement Tour //  Live.   the-scorpions. Посетен на 2023-12-20. (на английски)
99. ↑  Bienstock, Richard. Scorpions’ ‘Wind of Change’: The Oral History of 1990’s Epic Power Ballad //   rollingstone.com, 2005-09-02. Посетен на 2023-12-20. (на английски)
100. 1 2  The 1989 Moscow Music Peace Festival: A Drug and Booze Fueled Party To Benefit Substance Abuse in Russia. //  Music Editorial.   southeastofheaven.com, 2023-08-21. Посетен на 2023-12-20. (на английски)
101. 1 2  Schenker 2010, с. 72 – 73.
102. ↑  Stratmann, Holger. SCORPIONS Best Of Rockers N´ Ballads //  Reviews.   rockhard.de, 1989-12-15. Посетен на 2024-01-08. (на немски)
103. ↑  Popoff 2016, с. 141.
104. ↑  Popoff 2016, с. 141 – 142.
105. ↑  Popoff 2016, с. 140.
106. ↑  Crazy World //  DISCOGRAPHY.   the-scorpions.com. Посетен на 2023-12-20. (на английски)
107. ↑  Weber, Barry. Review by Barry Weber, Scorpions – Crazy World //   allmusic. Посетен на 2010-11-22. (на английски)
108. ↑  Popoff 2016, с. 137.
109. ↑  FLICK, LARRY. Scorpions Haven't Lost Their Sting (PDF) //  Artists & Music.   Billboard, 1993-10-09. p. 14. Посетен на 2023-05-29. (на английски)
110. ↑  Brasseler, Jana-Sophie. Sie kamen mit Gitarren, nicht mit Panzern. Wie die Band Scorpions die Hymne zum Mauerfall schrieb. //   www.abendblatt.de, 2009-10-02. Посетен на 2013-12-28. (на немски)
111. 1 2 3  Brasseler, Jana-Sophie. SCORPIONS: WIND OF CHANGE //  Home – Aus aller Welt – Journal – Thema – Der Wende-Hit.   abendblatt.de, 2009-10-02. Посетен на 2023-12-20. (на немски)
112. ↑  Bienstock, Richard. Scorpions’ ‘Wind of Change’: The Oral History of 1990’s Epic Power Ballad //  Music News.   rollingstone.com, 2015-09-02.  Архивиран от оригинала на 2022-04-29. Посетен на 2023-12-20. (на английски)
113. 1 2  1990 //  History.   the-scorpions.com. Посетен на 2023-12-20. (на английски)
114. ↑  President Gorbachev Appears as a Special Guest at a Rock Music Festival in Germany //  News.   gorby.ru, 2004-04-28. Посетен на 2023-12-20. (на английски)
115. 1 2 3  Skid. SCORPIONS Presented With 'World Music Award' //  News.   blabbermouth.net, 2010-05-24. Посетен на 2023-12-20. (на английски)
116. ↑  Popoff 2016, с. 153.
117. ↑  Duffy, Thom. Native Americans Find Larger Voice; Courting Barry Melton; Jeffreys Jaunt (PDF) //  Artists & Music.   Billboard, 1992-06-06. Посетен на 2023-12-20. (на английски)
118. ↑  Popoff 2016, с. 133, 155, 157, 158 и 159.
119. ↑  Newman, Melinda. McCartney's New Deal Getting Off Ground; Drumming Up Funds For Porcaro Family (PDF) //  Artists & Music.   Billboard, 1992-12-19. (на английски)
120. ↑  Popoff 2016, с. 159.
121. ↑  ALBUM DETAILS Face the Heat //  Discography.   the-scorpions.com. Посетен на 2023-12-20. (на английски)
122. ↑  Popoff 2016, с. 165 – 166.
123. ↑  Popoff 2016, с. 160.
124. ↑  Popoff 2016, с. 166.
125. ↑  Erlewine, Stephen. AllMusic Review by Stephen Thomas Erlewine //  Album Overview.   allmusic.com. Посетен на 2023-12-21. (на английски)
126. ↑  Popoff 2016, с. 166 – 167.
127. 1 2  Popoff 2016, с. 170 – 171.
128. 1 2 3  Iwasaki, Scott. SCORPION SCURRIES TO REFURBISH ITS MUSICAL NICHE //  Deseret News.   deseret.com, 1996-06-14. Посетен на 2023-11-25. (на английски)
129. ↑  Popoff 2016, с. 170 и 177.
130. ↑  Pure Instinct //  DISCOGRAPHY.   the-scorpions.com. Посетен на 2023-11-25. (на английски)
131. ↑  Paton, Richard. Metallica's killer instinct is missing on "Load" (pdf) //   Toledo Blade, 1996-06-30. Посетен на 2023-11-27. (на английски)
132. ↑  Scorpions – Does Anyone Know //  Scorpions.   discogs.com. Посетен на 2023-12-21. (на английски)
133. ↑  Popoff 2016, с. 180.
134. 1 2  Popoff 2016, с. 181.
135. ↑  Scorpions bares it Out (pdf) //   New Straits Time, 1999-04-19. p. 3. Посетен на 2023-12-02. (на английски)
136. ↑  Eye II Eye //  DISCOGRAPHY.   the-scorpions.com. Посетен на 2023-12-21. (на английски)
137. ↑  Bukszpan 2003, с. 224.
138. 1 2  Making of Moment of Glory (2) //   scorpions-family.de.  Архивиран от оригинала на 2023-09-15. Посетен на 2023-12-21. (на немски)
139. ↑  Bambarger, Bradley. Classical Keeping Score (pdf) //  Artists & Music.   Billboard, 2000-07-29. p. 39. Посетен на 2023-12-21. (на английски)
140. ↑  Acoustica //  DISCOGRAPHY.   the-scorpions.com. Посетен на 2023-12-21. (на английски)
141. ↑  Schulz, Andreas. Scorpions - Acoustica (jpg) //   scorpions-family.de, 2001. S. 30.  Архивиран от оригинала на 2023-10-05. Посетен на 2023-12-21. (на немски)
142. ↑  Mathew, Leslie. Acoustica Review by Leslie Mathew //  Scorpions.   allmusic.com. Посетен на 2023-12-21. (на английски)
143. ↑  Acoustica Tour //  Live.   the-scorpions.com. Посетен на 2023-12-21.
144. ↑  Bad for Good Tour //  Live.   the-scorpions.com. Посетен на 2023-12-23. (на английски)
145. ↑  Day of Moscow 2003 //   ao-technology.com. Посетен на 2023-12-21. (на английски)
146. ↑  Ralph Rieckermann Biography //  BIO.   ralphrieckermann.com. Посетен на 2020-08-03. (на английски)
147. ↑  Kottak, James. The Making of "UNBREAKABLE" //  News.   jameskottak.com.  Архивиран от оригинала на 2004-05-08. Посетен на 2024-01-04. (на английски)
148. ↑  Gegers, Par. Dieter Dierks – Interview exclusive ! //   crazyscorps.com, 2015-03-30.  Архивиран от оригинала на 2015-07-29. Посетен на 2024-01-04. (на френски)
149. ↑  Unbreakable //  DISCOGRAPHY.   the-scorpions.com. Посетен на 2024-01-04. (на английски)
150. 1 2  Rivadavia, Eduardo. Scorpions Albums Ranked Worst to Best //   ultimateclassicrock.com, 2015-09-18. Посетен на 2024-01-04. (на английски)
151. ↑  Dengler, Detlef. Scorpions - Unbreakable (jpg) //  Hard Rock.   Metal Hammer, 2004-05. S. 11.  Архивиран от оригинала на 2023-11-02. Посетен на 2024-01-04. (на немски)
152. ↑  Monger, James. Unbreakable Review by James Christopher Monger //  Unbreakable Scorpions.   allmusic.com. Посетен на 2024-01-04. (на английски)
153. ↑  Unbreakable Tour //  Live.   the-scorpions.com. Посетен на 2024-01-04. (на английски)
154. ↑  Unbreakable World Tour 2004: One Night In Vienna //  DISCOGRAPHY.   the-scorpions.com. Посетен на 2024-01-04. (на английски)
155. ↑  SCORPIONS: 'Live At Wacken Open Air 2006' DVD Due In November //  News.   blabbermouth.net, 2007-10-12. Посетен на 2024-01-04. (на английски)
156. ↑  Humanity: Hour I //  DISCOGRAPHY.   the-scorpions.com. Посетен на 2024-01-04. (на английски)
157. ↑  Carras, Mark. SCORPIONS Frontman Discusses Label Switch //  NEWS.   blabbermouth.net, 2007-08-21. Посетен на 2024-01-04. (на английски)
158. ↑  Humanity Tour //  Live.   the-scorpions.com. Посетен на 2024-01-04. (на английски)
159. 1 2  Awards by Scorpions //  Scorpions.   awardsandwinners.com. Посетен на 2024-01-04. (на английски)
160. ↑  tagesspiegel.de. Scorpions bekommen Echo fürs Lebenswerk //   tagesspiegel.de, 2009-02-05.  Архивиран от оригинала на 2017-01-04. Посетен на 2011-01-04. (на немски)
161. ↑  Amazonia: Live In The Jungle //  DISCOGRAPHY.   the-scorpions.com. Посетен на 2024-01-05. (на английски)
162. ↑  Iliev, Nick. Legendary German rockers Scorpions throw in the towel //  Archive.   sofiaecho.com, 25 януари 2010.  Архивиран от оригинала на 2016-03-28. Посетен на 2010-08-25. (на английски)
163. 1 2  Топузов, Стефан. Рудолф Шенкер: "Щом искате немски виц, ето ви един: „Токио хотел“ //  Интервю с Рудолф Шенкер.   Списание Rolling Stone, 2010-04-06. Посетен на 2010-04-07.
164. ↑  Rock-Dinos veröffentlichen Abschieds-CD „Sting In The Tail“ //  Musik.   bild.de, 2010-03-19.  Архивиран от оригинала на 2011-02-12. Посетен на 2010-11-15. Die Scorpions rocken ein letztes Mal (на немски)
165. ↑  Rockitt, Rob. Scorpions „Sting In The Tail“ enters Billboard Top 200 Charts at #23, U.S. Tour Dates Announced! //   2010-04-01. Посетен на 2010-10-31. (на английски)
166. ↑  Skid. SCORPIONS Presented With 'World Music Award' //  News.   blabbermouth.net, 2010-05-24. Посетен на 2020-09-14. (на английски)
167. ↑  ALBUM DETAILS Live 2011: Get Your Sting & Blackout //  Discography.   the-scorpions.com. Посетен на 2022-01-18. (на английски)
168. ↑  ALBUM DETAILS Comeblack //  Discography.   the-scorpions.com. Посетен на 2021-01-18. (на английски)
169. ↑  Alemania celebró el 2012 con Scorpions //  Noticias.   89decibeles.com, 2012-01-10. Посетен на 2024-01-04.
170. ↑  Get Your Sting and Blackout World Tour //  Live.   the-scorpions.com. Посетен на 2024-01-04. (на английски)
171. ↑  Patrick, David Wolff. Scorpions Not Breaking Up After All //  MUSIC.   rollingstone.com, 2012-06-13. Посетен на 2012-07-20. (на английски)
172. ↑  SCORPIONS: 'In Trance' Performance Clip From 'MTV Unplugged' //  News.   blabbermouth.net, 2013-11-24. Посетен на 2013-11-30. (на английски)
173. ↑  Wierzbicki, Kevin. 5 Stars: Scorpions - MTV Unplugged in Athens //   antimusic.com. Посетен на 2024-01-04. (на английски)
174. ↑  The Movie //   specials.dw.de. Посетен на 2015-02-21. (на английски)
175. ↑  Return To Forever //  DISCOGRAPHY.   the-scorpions.com. Посетен на 2024-01-05. (на английски)
176. 1 2  Thomas, Fred. Return to Forever Review by Fred Thomas //  Scorpions.   allmusic.com. Посетен на 2024-01-05.
177. ↑  50th Anniversary World Tour //  Live.   the-scorpions.com. Посетен на 2024-01-05. (на английски)
178. ↑  SCORPIONS To Celebrate 50th Anniversary In 2015 With New Studio Album, Tour //   blabbermouth.net, 2014-08-16. Посетен на 2015-01-01. (на английски)
179. ↑  Former MOTÖRHEAD Drummer MIKKEY DEE Joins SCORPIONS As Permanent Member //   blabbermouth.net, 2016-09-12. Посетен на 2016-09-12. (на английски)
180. 1 2  MHOF INDUCTEES //  2017 Inductees.   metalhalloffame.org. Посетен на 2024-07-09. (на английски)
181. ↑  2017-2018 Crazy World Tour //  Live.   the-scorpions.com. Посетен на 2024-01-05.
182. ↑  Attn: Fans in Manila //  2020-03-06.   the-scorpions.com. Посетен на 2021-11-05. (на английски)
183. ↑  SCORPIONS Honored With European Culture Prize //  News.   blabbermouth.net, 2021-08-30. Посетен на 2024-02-13. (на английски)
184. ↑  Rock Believer //  DISCOGRAPHY.   the-scorpions.com. Посетен на 2022-02-25. (на английски)
185. 1 2  Balazs, Nick. SCORPIONS – Rock Believer //  reviews.   bravewords.com, 2022-02-24. Посетен на 2022-05-07. (на английски)
186. ↑  SCORPIONS Land On Billboard Charts With Rock Believer //  News.   bravewords.com, 2022-05-07.  Архивиран от оригинала на 2022-06-29. Посетен на 2022-03-11. (на английски)
187. ↑  Rock Believer World Tour //  Live.   the-scorpions.com. Посетен на 2024-01-05. (на английски)
188. ↑  DE: BMG celebrates band history of the legendary Scorpions, announcing 'Colours of Rock' vinyl collection //   bmg.com, 2023-03-02. Посетен на 2024-02-26. (на английски)[неработеща препратка]
189. ↑  Scorpions Announce 2024 Love at First Sting Las Vegas Residency //   the-scorpions.com, 2023-11-03. Посетен на 2024-09-18. (на английски)
190. ↑  1965 //  History.   the-scorpions.com. Посетен на 2024-01-05. (на английски)
191. ↑  Assaya, Michka. Dictionnaire du rock – Tome 2 – M-Z.   fr, Collection Bouquins, 2000. ISBN 978-2-221-08955-2. Посетен на 2013-12-23.
192. 1 2 3 4  Metal Exiles. KLAUS MEINE On Life After SCORPIONS: I Am Sure It Will Not Be Boring //   blabbermouth.net, 2010-04-16.  Архивиран от оригинала на 2010-04-18. Посетен на 2011-03-22. (на английски)
193. ↑  Amend, Peter. History //   www.the-scorpions.com. Посетен на 20 август 2010. (на английски)
194. 1 2  Weber, Barry. Lovedrive Review by Barry Weber //  Scorpions.   allmusic.com. Посетен на 2010-10-26. (на английски)
195. ↑  Scorpions Biographie //  Scorpions » Biographie.   musik-base.de.  Архивиран от оригинала на 2016-04-29. Посетен на 2022-01-18. (на немски)
196. ↑  Woodcheke, Diane. Scorpions – Blackout 35 Years Later //  Album Retrospectives.   crypticrock.com, 2017-03-29. Посетен на 2022-10-25. (на английски)
197. 1 2  Silvia Palmigiano, Peter Pippig. Scorpions – höchstpersönlich! //  Pressemitteilungen: Fernsehen.   radiobremen.de, 2009-11-05.  Архивиран от оригинала на 2019-03-25. Посетен на 2024-01-05. (на английски)
198. ↑  RIAA. Top Selling Artists //   riaa.com. Посетен на 8 януари 2014. (на английски)
199. ↑  SPAHR, WOLFGANG. HEAVY METAL (PDF) //  GERMAN CREATIVITY KREATIVITÄT'90.   Billboard, 1989-11-25. p. 12. Посетен на 2024-01-08. (на английски)
200. ↑  Related Artists //   allmusic.com. Посетен на 2024-01-05. (на английски)
201. 1 2 3 4 5 6  Schenker, Rudolf и др. Rock Your Life.   Munich, Germany, Verlag, FinanBuch Verlag GmbH, 2009. ISBN 3868820191. с. 267. Архив на оригинала от 2014-02-01 в Wayback Machine.
202. ↑  laut.de. Scorpions //   Посетен на 2010-11-06. (на немски)
203. ↑  Guitarist Matthias Jabs Talks Scorpions MTV Unplugged //  Music.   gojimmygo.net, 2014-02-13. Посетен на 2024-01-30. (на английски)
204. ↑  Скорпиънс – Интервю за Фрактура //   www.myspace.com/frakturashow. Посетен на 2011-07-16. bg
205. ↑  Putterford, Mark. Scorpions – Hurricane Rock //  Scorpions.   discogs.com, 1990-10. Посетен на 2024-01-05. (на английски)
206. ↑  Halford – Live Insurrection //  Halford.   discogs.com. Посетен на 2024-01-05. (на английски)
207. ↑  System Of A Down - Coming Home (Scorpions cover) //   youtube.com, 2009-05-20. Посетен на 2024-01-05. (на английски)
208. ↑  Bruce Dickinson - The Zoo //   youtube.com, 2014-08-22.
209. 1 2 3 4 5  Various – A Tribute To The Scorpions //  Various.   discogs.com. Посетен на 2024-01-05.
210. ↑  The Sails of Charon //  Official Yngwie Malmsteen.   youtube.com, 2020-08-28. Посетен на 2024-01-05. (на английски)
211. ↑  Green Day - Rock You Like a Hurricane (Scorpions Cover) from 1994. //   reddit.com. Посетен на 2024-01-05. (на английски)
212. ↑  Sonata Arctica - Still Loving You //   youtube.com, 2008-04-26. Посетен на 2024-01-05. (на английски)
213. ↑  Send Me An Angel (Klaus Wunderlich style) //   youtube.com, 2022-04-02. Посетен на 2024-01-05. (на английски)
214. ↑  Георгиев, Иван. Биографията на Мими Иванова //   mimi-ivanova.com.  Архивиран от оригинала на 2010-05-17. Посетен на 2010-01-16.
215. ↑  Various – A Tribute To The Scorpions - Covered Like A Hurricane //  Various.   discogs.com. Посетен на 2024-01-05. (на английски)
216. ↑  Various – Another Piece Of Metal - Tribute To Scorpion //  Various.   discogs.com. Посетен на 2024-01-05. (на английски)
217. ↑  Various – Tribute To The Scorpions (Six Strings, Twelve Stings) //  Various.   discogs.com. Посетен на 2024-01-05. (на английски)
218. ↑  THE SCORPIONS DISCUSS INDUCTION INTO THE HOLLYWOOD ROCK WALK //  ArtisanNewsService.   youtube.com, 2010-04-08. Посетен на 2024-01-05. (на английски)
219. ↑  RIAA. Searchable Database //   Посетен на 2010-10-26. (на английски)
220. ↑  GOLD-/PLATIN-Datenbank //   musikindustrie.de. Посетен на 2024-01-05. Вие трябва да Напишете SCORPIONS в Hier können Sie suchen nach:/Interpret (на немски)
221. ↑  Joe C. & Nesquik. 100 Greatest Metal Bands //   DigitalDreamDoor, 7 ноември 2009. Посетен на 2010-11-07. (на английски)
222. ↑  VH1: '100 Greatest Hard Rock Artists': 1 – 50 //   VH1. Посетен на 2013-11-26. (на английски)
223. ↑  Ep. 073 25 Greatest Power Ballads //  The Greatest.   vh1.com, 2020-08-15.  Архивиран от оригинала на 2010-10-05. Посетен на 2020-08-15. (на английски)
224. ↑  brandon. VH1’s 100 Greatest Hard Rock Songs //  LIST.   stereogum.com, 2009-01-05.  Архивиран от оригинала на 2016-03-30. Посетен на 2022-01-18. (на английски)
225. ↑  SCORPIONS WIND OF CHANGE SINGLE //   offiziellecharts.de. Посетен на 2024-01-05. (на немски)
226. ↑  All Time Favorits //   Media Control.  Архивиран от оригинала на 2004-08-31. Посетен на 2011-06-25. (на немски)
227. ↑  Crazy World Album //  Scorpions.   offiziellecharts.de. Посетен на 2023-05-26. (на немски)
228. ↑  Chart History Scorpions The Billboard 200 //   billboard.com. Посетен на 2024-01-05. (на английски)
229. ↑  Goldberg, Michael. Look out, Spinal Tap: here come the Scorpions, heavy metal's latest heroes //   Rolling Stone, 1984. p. 38.  Архивиран от оригинала на 2024-01-08. Посетен на 2023-12-19. (на английски)
230. ↑  Вестник Телеграф стр.21 – 2010-10-23
231. ↑  1992 Echo Awards //  1992.   awardsandwinners.com. Посетен на 2024-01-05.
232. ↑  Marek, Michael. Ritterschlag für Rocker //  Alle Sendungen.   deutschlandfunk.de, 2012-04-14.  Архивиран от оригинала на 2023-02-03. Посетен на 2024-02-29. (на немски)
233. ↑  Billboards. Billboards Top 100 Hard Rock Hits //   Billboard. Посетен на 2010-11-06. (на английски)
234. ↑  Wright, Michael. Start Me Up: The Top 10 Riffs of the 1980s //   gibson.com, 2010-11-15.  Архивиран от оригинала на 2011-11-16. Посетен на 2010-12-07. (на английски)
235. ↑  Be, Ben. America’s Hard 100: The Complete List: //   VH1, 2013-11-07. Посетен на 2013-12-08. (на английски)
236. ↑  EvilG, Rick. The Top 100 Heavy Metal Albums //   Metal-Rules.com.  Архивиран от оригинала на 2017-11-30. Посетен на 2010-11-07. (на английски)
237. ↑  Grassi, Tony. Readers Poll: Top 10 Guitar Albums of 1982 //   guitarworld.com, 2011-08-16.  Архивиран от оригинала на 2015-04-02. Посетен на 2024-01-05. (на английски)
238. ↑  Credits //   allmusic.com. Посетен на 2011-01-11. (на английски)
239. ↑  Top 10 Most Controversial Album Covers of All Time //  Music.   alternativereel.com.  Архивиран от оригинала на 2017-01-10. Посетен на 2022-01-19. (на английски)
240. ↑  Dennison, Ben. The 15 Worst Album Covers of All-Time //  MUSIC.   cracked.com, 2008-11-18. Посетен на 2022-01-18. (на английски)
241. ↑  Popoff 2016, с. 23.
242. ↑  Rivadavia, Eduardo. How ‘In Trance’ Became the Scorpions’ First Classic LP //   ultimateclassicrock.com, 2015-09-17. Посетен на 2024-01-05. (на английски)
243. ↑  Popoff 2016, с. 34.
244. ↑  Wikipedia child image censored //  UK.   news.bbc.co.uk, 2008-12-08. Посетен на 2024-02-14. (на английски)
245. ↑  Scorpions ‎– Best Of Scorpions PL 28356 Germany 1979 //   discogs.com. Посетен на 2024-01-05. (на английски)
246. ↑  Scorpions ‎– Best Of Scorpions AFL1-3516 US 1984 //   discogs.com. Посетен на 2024-01-05. (на английски)
247. ↑  Scorpions ‎– Best Of Scorpions RVP-6420 Japan 1979 //   discogs.com. Посетен на 2024-01-05. (на английски)
248. ↑  Lovedrive - album 1979 //   hipgnosiscovers.com. Посетен на 2024-01-05. (на английски)
249. ↑  Popoff 2016, с. 79 и 80.
250. ↑  Popoff 2016, с. 103.
251. ↑  Scorpions – Pure Instinct //   rockthebonnie.com, 2021-09-3. Посетен на 2024-01-05. (на френски)
252. ↑  Easton, Jeffrey. Jeffrey Easton interviewing Klaus Meine //   metalexiles.com.  Архивиран от оригинала на 2010-04-21. Посетен на 2024-01-05. (на английски)
253. ↑  Activision. Guitar Hero Encore: Rocks the 80s – Soundtrack //   2007-06-28.  Архивиран от оригинала на 2010-06-11. Посетен на 2010-09-08. (на английски)
254. ↑  Konami. Rock Revolution – Soundtrack //   Посетен на 2010-08-08. (на английски)
255. ↑  Rockstar Games. Grand Theft Auto: Vice City Stories – Soundtrack //   2006-10-26.  Архивиран от оригинала на 2011-12-14. Посетен на 2010-09-08. (на английски)
256. ↑  Activision. Guitar Hero III: Legends of Rock – Soundtrack //    Архивиран от оригинала на 2009-02-23. Посетен на 2010-09-08. (на английски)
257. ↑  Electronic Arts. The Simpsons Game – Soundtrack //   27 януари 2008.  Архивиран от оригинала на 2011-09-28. Посетен на 2010-09-08. (на английски)
258. ↑  EA Sports. NHL 10 – Soundtrack //   2009-07-28.  Архивиран от оригинала на 2010-03-18. Посетен на 2010-09-08. (на английски)
259. ↑  Gran Turismo 5 Soundtrack //  Game Soundtracks.   ma-g.com, 2010-12-07.  Архивиран от оригинала на 2011-02-20. Посетен на 2022-01-19. 42 Scorpions – The Sails of Charon (на английски)
260. ↑  SingStar Rocks!. SingStar Rocks! – Soundtrack //   IMDb. Посетен на 2010-11-08. (на английски)
261. ↑  BWW News Desk. POWER BALLADZ to Open 9/20 at Marcus Center in Milwaukee //   www.broadwayworld.com, 2013-06-12. Посетен на 2013-11-27. (на английски)
262. ↑  „Rock You Like a Hurricane“. Aqua Teen Hunger Force, The Last One, The Simpsons, Sideshow Bob's Last Gleaming, Trailer Park Boys, Friends of the Road //   Посетен на 2010-09-09. (на английски)
263. ↑  IMDb. Klaus Meine in IMDB //   Посетен на 2010-09-09. (на английски)
264. ↑  Ankeny, Jason. Bordello of Blood – Original Soundtrack //   allmusic. Посетен на 2010-11-28. (на английски)
265. ↑  Rock of Ages (2012) //  Soundtracks.   imdb.com. Посетен на 2022-02-09. (на английски)
266. ↑  Bait Shop: Songlist by episode – Season 2 – Episode 16 //   Warner Bros. Посетен на 2011-06-05. (на английски)
267. ↑  Wilkening, Matthew. ‘Killer Elite’ Movie Features Scorpions ‘Rock You Like a Hurricane’ //   ultimateclassicrock.com, 2011-08-03. Посетен на 2022-02-09. (на английски)
268. ↑  ATLANTA BRAVES Apologize For Playing SCORPIONS' 'Rock You Like A Hurricane' During MIAMI MARLINS Game //  NEWS.   blabbermouth.net, 2017-09-09. Посетен на 2024-01-06. (на английски)